# Dyliżans

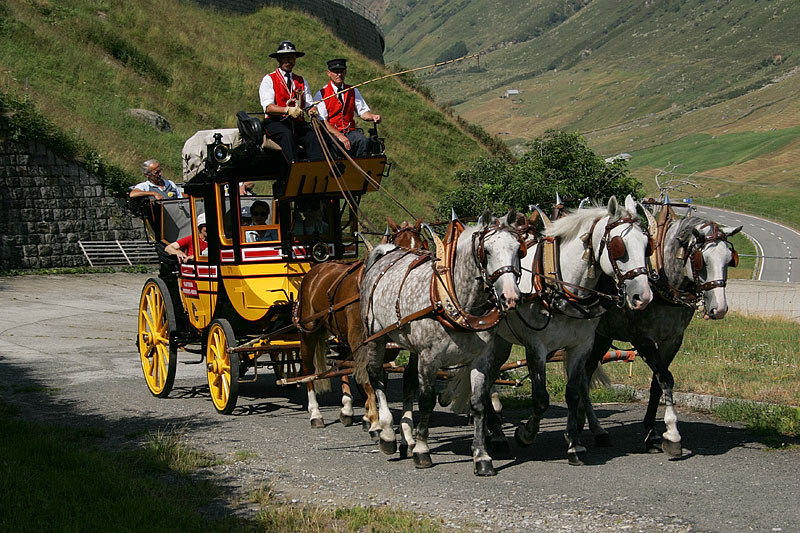
Dyliżans w Hospental, Szwajcaria

Dyliżans (fr. diligence „skwapliwość, pośpiech”, z łac. diligentia „dokładność, sumienność”) – duży zamknięty kołowy pojazd konny (przeważnie cztero- lub sześciokonny) używany od połowy XVI wieku do połowy XIX wieku do przewozu pasażerów i przesyłek pocztowych na stałych trasach obsługiwanych według ustalonego rozkładu jazdy. 
W pojeździe znajdowały się przedziały dla kilkunastu osób. Z przodu na tak zwanym koźle siedzieli konduktor i woźnica, natomiast z tyłu pojazdu oraz na dachu były miejsca przeznaczone na przesyłki i bagaże pasażerów. Kabina do XVIII wieku była zawieszona na skórzanych pasach, później resorowana, występowała w wielu odmianach, np. z przykrytą częścią środkową oraz odkrytymi przodem i tyłem. Do czasu wprowadzenia kolei był to najszybszy i najwygodniejszy środek lokomocji w Europie i Ameryce Płn.
Dyliżans wprowadzono we Francji w XVI wieku. Pierwsze dyliżanse w służbie pocztowej pojawiły się w 1640 roku w Anglii. 
W XVII wieku upowszechniły się w całej zachodniej Europie. Kursowały według ustalonego planu jazdy, służąc do przewozu pasażerów i przesyłek pocztowych na długich trasach krajowych i zagranicznych. Zmiana koni następowała na rozmieszczonych co około 40–50 km stacjach postojowych.
Pierwsze połączenia w Polsce uruchomiono w Księstwie Warszawskim w 1809 roku z Warszawy do Wrocławia, Gdańska i Poznania. Dyliżanse produkowane w Warszawie w fabryce Józefa Rentla nazywane były steinkellerkami od nazwiska finansisty Piotra Steinkellera lub kurierkami. Te dobrze resorowane pojazdy zapewniały pasażerom wygodną podróż z maksymalną prędkością 18 km/h. Pocztylion obwieszczał przyjazd i odjazd dyliżansu grą na trąbce, czego pamiątką jest stosowanie znaku trąbki przez wiele poczt. Poczta konna w Warszawie znajdowała się na placu Wareckim (dziś Plac Powstańców Warszawy) i stamtąd codziennie aż do 1905 roku odjeżdżał taki pojazd pocztowy do Grójca. Steinkellerki przetrwały na terenie zaboru rosyjskiego do początków XX wieku (w Łomżyńskiem, Radomskiem, Sandomierskiem), dowożąc pocztę i podróżnych do stacji kolejowej, co było przejawem integracji różnych środków transportu. 